# Авіґдор Гамеїрі
Авіґдор Гамеїрі (івр. אביגדור המאירי, уродж. Авіґдор Менахем Фойерштейн; нар. 5 вересня (16 вересня) 1890, Давідгаза, Австро-Угорщина — пом. 3 квітня 1970, Ізраїль) — ізраїльський поет, прозаїк і журналіст, перекладач, один із перших представників модернізму в івритській літературі.

## Життєпис
Народився в родині Гадаси та Цві Меїра Фойерштейнів. З ранніх років виховувався у родині діда Давіда Рошовського, заможнього землевласника. Отримав традиційну освіту що включала вивчення івриту та Танаху. Продовжив навчання у хедері та єшивах в Гайдубесермені та Пресбурзі. У 1905 році вступив до гімназії при реформістському бейт-мідраші в Будапешті. У 1907 році у краковському журналі «Га-Міцпе» було опубліковано його перший вірш на івриті «Бен га-атід» (івр. בן עתיד, «Син майбутнього»). Вірші Фойерштейна друкувались в одеському журналі «Га-Шилоах», варшавському «Га-Цфіра», а в 1912 році побачила світ його перша поетична збірка .
Від початку Першої світової війни пійшов добровольцем до угорської армії. Отримав офіцерське звання,воював на  фронті у Галіції де наприкінці 1916 року потрапив до полону та був ув'язнений у Сибіру. Після Жовтневого перевороту 1917 року був звільнений, переїхав до України, оселився спочатку в Києві, а з 1919 року в Одесі де приєднався до кола єврейських письменників.
Після окупації більшовицькими військами півдня України в 1921 році разом з дружиною та групою єврейських письменників емігрував до Палестини. Оселився у Тель-Авів та приєднався до команди газети «Га-Арец». В 1921 — 1924 роках був редактором журналу «Лев хадаш» (івр. לב חדש) де публіковав гострі критичні статті; пізніше редагував подібний журнал «Га-Махар» (івр. המחר). 
У 1921 році в журналі «Лев хадаш» опублікував статтю «Відкритий лист до Верховного комісара» адресовану Герберту Семюелю що піддавала різкій критиці арабо-єврейські зіткнення 1921 року. Наклад журналу було конфісковано, а Фойерштейна притягнуто до суду за звинуваченням у розпалюванні міжконфесійної ворожнечі та образі арабського народу.
У жовтні 1922 року змінив прізвище на Гамеїрі на честь свого далекого предка видатного рабина Менахема Гамеїрі.

## Творчість
Перший івритомовний звуковий фільм, створений у 1933-35 роках, був заснований романі Гамеїрі «Зот гі Га-Арец» (івр. זאת היא הארץ, «Це вона — Земля»). Фільм розповідає про п'ятдесят років поселенського руху в Ізраїлі, починаючи з діяльності «БІЛУ».